# Johannes Tauler

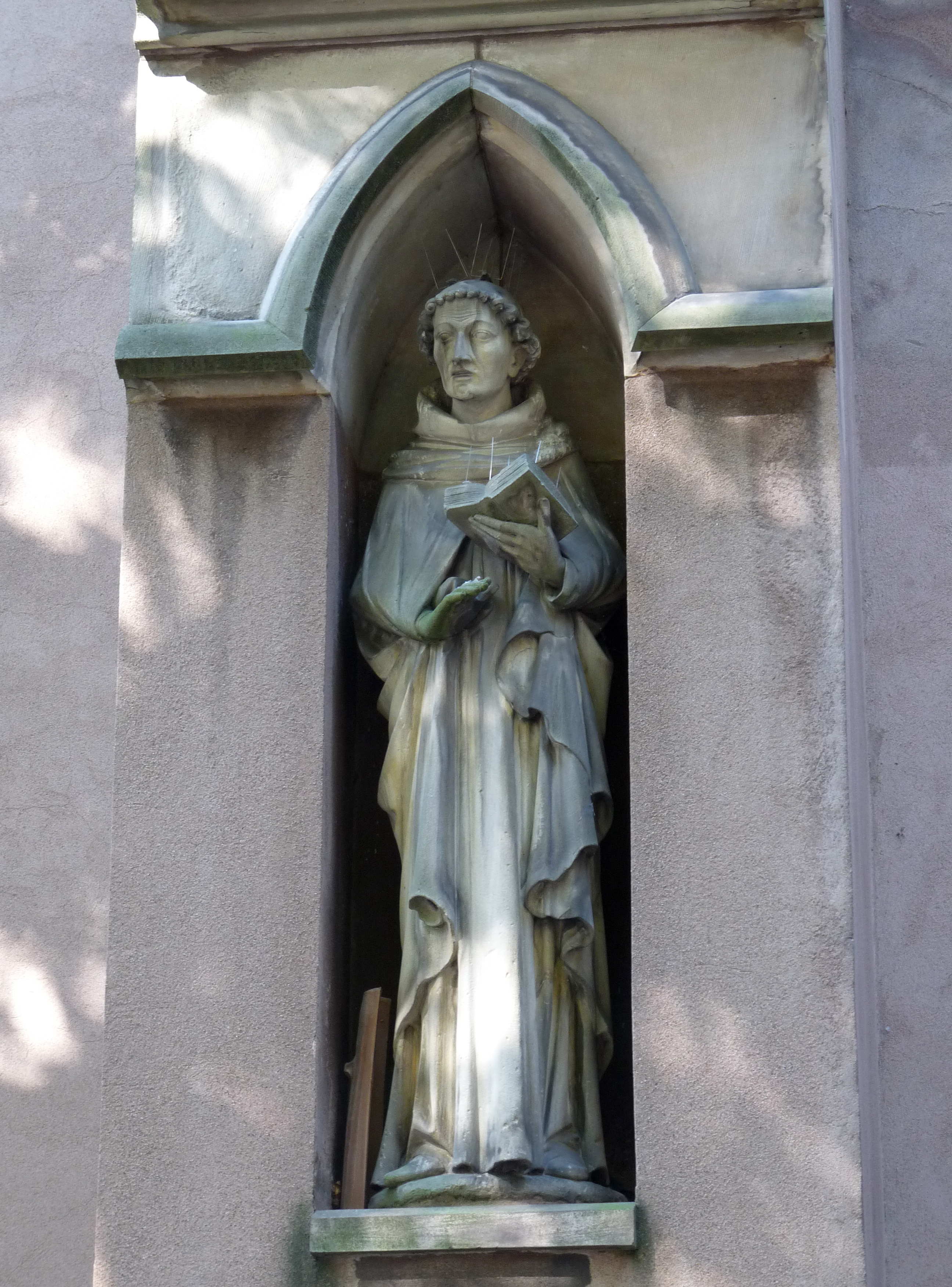
Standbeeld van Tauler in de protestantse kerk Saint-Pierre-le-Jeune te Straatsburg.

Johannes Tauler (Straatsburg, ca. 1300 – Straatsburg, 15 of 16 juni 1361) was een Duits mysticus en dominicaan.

## Leven
Over het leven van Tauler is weinig met zekerheid geweten. Hij werd geboren rond 1300 in een rijke familie, behorende tot de plaatselijke gezagsdragers. Mogelijk trad hij reeds in 1315 toe tot de dominicanen te Straatsburg. Hij had een zwakke gezondheid, waardoor hij niet alle ascetische praktijken kon meedoen. Vermoedelijk deed hij geen hogere studies omdat geen enkel Latijns geschrift van hem bekend is. Zijn denken werd erg beïnvloed door Meester Eckhart, die prior was te Straatsburg op het moment dat Tauler intrad.

Rond 1325 werd hij tot priester gewijd.
Rond 1335 werd hij prediker en geestelijke begeleider van verschillende dominicanengemeenschappen en begijnenhuizen te Straatsburg.

Er was echter een conflict tussen Paus Johannes XXII en Keizer Lodewijk de Beier. Straatsburg steunde hierin de keizer, maar de dominicanen steunden de paus. In 1339 legde de paus Straatsburg een interdict op, waarna de dominicanen naar Bazel trokken. Nog datzelfde jaar ging Tauler naar Keulen.
In 1343 keerden de dominicanen terug naar Straatsburg, maar Tauler bleef in Bazel. In 1346 bracht hij weer een bezoek aan Keulen. Sommige bronnen schrijven dat hij ook naar Parijs zou gereisd hebben en naar Groenendaal om er Jan van Ruusbroec te ontmoeten, doch dit is onwaarschijnlijk.
Wel zou hij contact gehad hebben met name de zogenaamde Gottesfreunde, een los groepje gelijkgezinden die enthousiast waren voor het Evangelie. Over deze groep is verder niets met zekerheid bekend. De naam "vriend van God" heeft een Bijbelse oorsprong en wordt ook door anderen gebruikt.

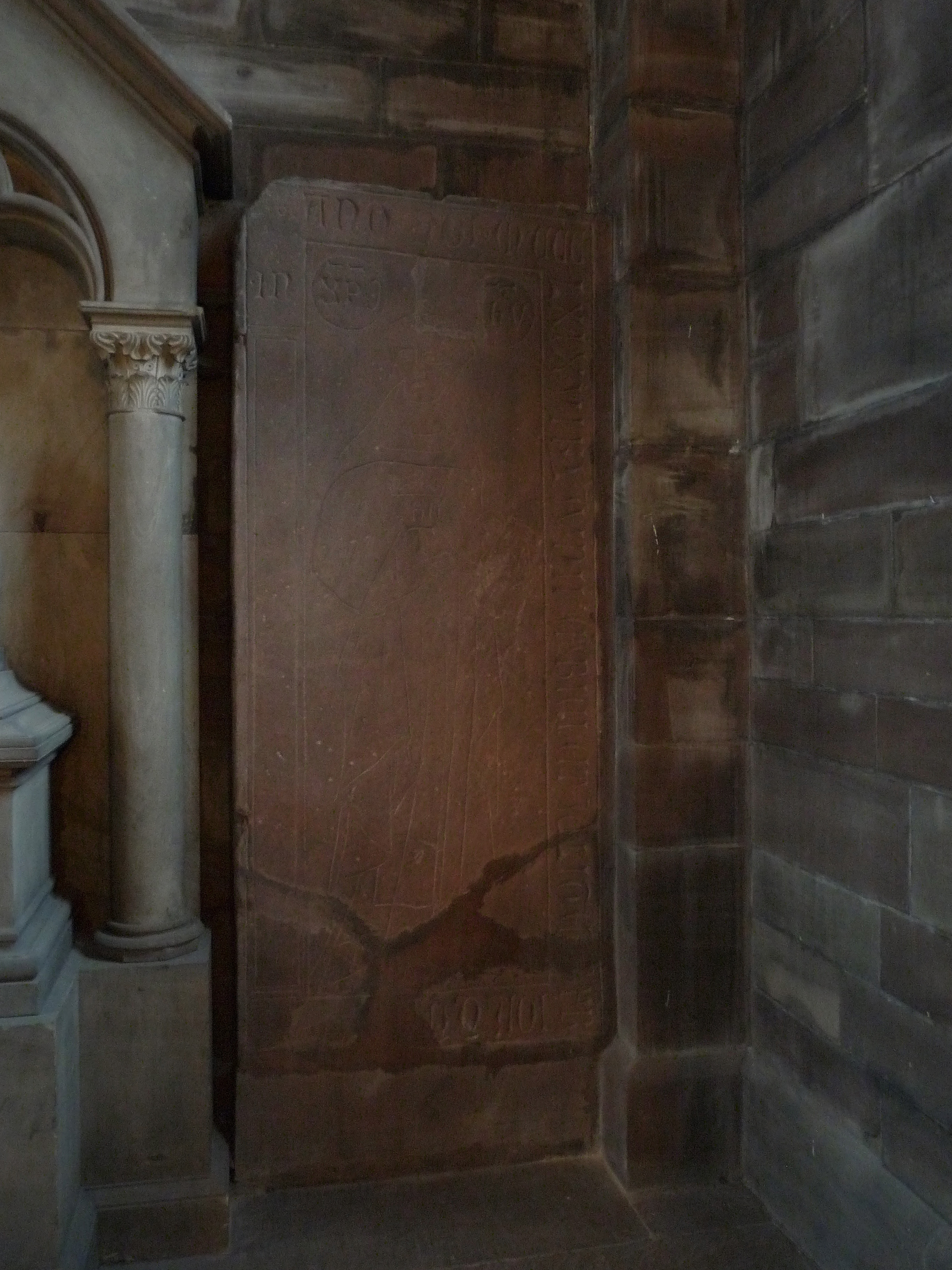
Grafsteen van Tauler in de Temple Neuf te Straatsburg.

Heel zijn leven gaf Tauler geestelijke leiding aan verschillende conventen. Zo is bekend dat hij het convent van Medingen begeleidde. Hier verbleef toen Margaretha Ebner. Het enige originele handschrift dat van Tauler bewaard bleef, is een brief aan Margaretha Ebner en Elisabeth Schoeppels, een medezuster. Deze brief is geen religieuze brief, maar handelt over een lading kaas.
In 1360 werd Tauler ernstig ziek. Zijn zuster, een dominicanes, zou hem verzorgd hebben. Hij stierf op 16 juni 1361. Zijn grafsteen stond vroeger in de dominicaanse kerk te Straatsburg, maar deze werd in 1870 door een brand verwoest. Op de plaats van deze vroegere kerk, in de buurt van de kathedraal van Straatsburg, werd een Lutheraanse kerk gebouwd (de Temple Neuf). Hierin bevindt zich nu de grafsteen.
Tauler wordt vaak samen genoemd met Suso. Beiden werden geïnspireerd door Eckhart, maar er is geen enkele aanwijzing dat Tauler en Suso elkaar ooit ontmoet hebben.

## Werk
Tauler schreef in het Duits. 84 preken van hem bleven bewaard, zij het geen enkele in zijn handschrift. In de loop der geschiedenis werden soms minder en soms meer preken aan hem toegeschreven. Een grondig onderzoek hiernaar moet nog steeds gebeuren. De preken zijn deels gericht op kloosterzusters en deels ook op het gewone volk.
Zijn preken werden voor het eerst in gedrukte vorm uitgegeven in 1498 te Leipzig.
Zijn mystiek was eerder ethisch en pastoraal gericht dan speculatief. Men vindt bij hem dan ook sterke nadruk op de noodzaak van ascese en zelfverloochening. Mystieke vereniging met God in het ‘Seelenfünklein’ is volledige identificatie met Gods wil. Huwelijk, arbeid en beroep worden door hem hoog gewaardeerd.
Soms werden ook nog andere werken aan Tauler toegeschreven, doch dit bleek onterecht. Luther, die hem nog verkeerdelijk Theologia Deutsch (ook "Theologia Germanica") toeschreef, zag in hem een geestverwant.

## Werken
- A.L. Corin, Sermons de J. Tauler et autres écrits mystiques (2 dln., 1924–1929)
- G. Hofmann, J. Tauler. Predigten (1961; Hoog-Duits)
- Bloemlezing uitgegeven door J.A. Bizet (1968)
- Nederlandse vertaling van 11 preken door C.O. Jellema[2]
- Johannes Tauler, De Preken. Integrale vertaling (2015). Oorspronkelijke tekst met iuxta-vertaling in modern Nederlands. Vertaald, ingeleid en geannoteerd door Peter Freens.[3]

- Bibsys: 90360959
- Biblioteca Nacional de España: XX820820
- Bibliothèque nationale de France: cb12051181t (data)
- Catàleg d'autoritats de noms i títols de Catalunya: 981058517301006706
- CiNii: DA01852210
- Digitale Bibliotheek voor de Nederlandse Letteren: taul001
- Gemeinsame Normdatei: 118621009
- Historisch woordenboek van Zwitserland: 012343
- International Standard Name Identifier: 0000 0004 4718 0782
- Library of Congress Control Number: n50008644
- Bibliotheek van het Japanse parlement: 00475978
- Nationale Bibliotheek van Tsjechië: jn20000728737
- Nationale bibliotheek van Australië: 35818730
- Nationale Bibliotheek van Israël: 987007299587605171
- Nationale Bibliotheek van Polen: a0000001179745
- Nederlandse Thesaurus van Auteursnamen: 068935226
- Réseau des bibliothèques de Suisse occidentale: 02-A000160941
- Istituto Centrale per il Catalogo Unico: CUBV152099
- LIBRIS: 200177
- SNAC: w6fj3t81
- Système universitaire de documentation: 02873727X
- Trove: 1101783
- Virtual International Authority File: 12326643